# Niels Bernhard Løw
Niels Bernhard Løw (25. juni 1881 i København – 20. februar 1964 i Skanderborg) var en dansk atlet som var medlem i Ordrup Latin- og Realskole. Han deltog i de Olympiske mellemlege 1906 i Athen og opnåede en 14. plads i trespring, en 22. plads i længdespring, en 27. plads i længdespring uden tilløb og blev uden resultat i højdespring. Han vandt det danske mesterskap 1901 i længdspring.
Niels Bernhard Løw var læge. 

## Danske mesterskaber
- Sølv 1902 Længdespring
- Guld 1901 Længdespring 5,74
- Bronze 1901 Højdespring 1,54